# Sales (Alta Savoia)
Sales és un municipi francès situat al departament de l'Alta Savoia i a la regió d'Alvèrnia-Roine-Alps. L'any 2007 tenia 1.527 habitants.

## Demografia

### Població
El 2007 la població de fet de Sales era de 1.527 persones. Hi havia 536 famílies de les quals 100 eren unipersonals (36 homes vivint sols i 64 dones vivint soles), 164 parelles sense fills, 260 parelles amb fills i 12 famílies monoparentals amb fills.
La població ha evolucionat segons el següent gràfic:
Habitants censats

### Habitatges
El 2007 hi havia 581 habitatges, 554 eren l'habitatge principal de la família, 16 eren segones residències i 11 estaven desocupats. 531 eren cases i 48 eren apartaments. Dels 554 habitatges principals, 490 estaven ocupats pels seus propietaris, 54 estaven llogats i ocupats pels llogaters i 10 estaven cedits a títol gratuït; 6 tenien una cambra, 20 en tenien dues, 40 en tenien tres, 139 en tenien quatre i 349 en tenien cinc o més. 496 habitatges disposaven pel capbaix d'una plaça de pàrquing. A 185 habitatges hi havia un automòbil i a 348 n'hi havia dos o més.

### Piràmide de població
La piràmide de població per edats i sexe el 2009 era:
| Homes | Edats   | Dones |
| ----- | ------- | ----- |
| 4     | 95 o +  | 4     |
| 4     | 90 a 94 | 0     |
| 0     | 85 a 89 | 12    |
| 8     | 80 a 84 | 16    |
| 12    | 75 a 79 | 0     |
| 16    | 70 a 74 | 24    |
| 52    | 65 a 69 | 36    |
| 28    | 60 a 64 | 40    |
| 28    | 55 a 59 | 36    |
| 44    | 50 a 54 | 68    |
| 84    | 45 a 49 | 60    |
| 76    | 40 a 44 | 64    |
| 64    | 35 a 39 | 72    |
| 44    | 30 a 34 | 52    |
| 37    | 25 a 29 | 24    |
| 48    | 20 a 24 | 20    |
| 65    | 15 a 19 | 56    |
| 72    | 10 a 14 | 52    |
| 64    | 5 a 9   | 56    |
| 32    | 0 a 4   | 32    |

## Economia
El 2007 la població en edat de treballar era de 1.014 persones, 742 eren actives i 272 eren inactives. De les 742 persones actives 710 estaven ocupades (401 homes i 309 dones) i 32 estaven aturades (15 homes i 17 dones). De les 272 persones inactives 97 estaven jubilades, 107 estaven estudiant i 68 estaven classificades com a «altres inactius».

### Ingressos
El 2009 a Sales hi havia 573 unitats fiscals que integraven 1.569 persones, la mediana anual d'ingressos fiscals per persona era de 21.121 €.

### Activitats econòmiques
Dels 39 establiments que hi havia el 2007, 2 eren d'empreses alimentàries, 7 d'empreses de fabricació d'altres productes industrials, 14 d'empreses de construcció, 5 d'empreses de comerç i reparació d'automòbils, 3 d'empreses de transport, 1 d'una empresa d'hostatgeria i restauració, 1 d'una empresa financera, 2 d'empreses de serveis, 2 d'entitats de l'administració pública i 2 d'empreses classificades com a «altres activitats de serveis».
Dels 12 establiments de servei als particulars que hi havia el 2009, 1 era un taller de reparació d'automòbils i de material agrícola, 3 paletes, 2 guixaires pintors, 2 fusteries, 2 lampisteries i 2 electricistes.
L'any 2000 a Sales hi havia 33 explotacions agrícoles que ocupaven un total de 630 hectàrees.

## Equipaments sanitaris i escolars
El 2009 hi havia 1 escola maternal i 1 escola elemental.

## Poblacions més properes
El següent diagrama mostra les poblacions més properes.